# Miomantis helenae
Miomantis helenae es una especie de mantis de la familia Mantidae.

## Distribución geográfica
Se encuentra en Malaui, Zimbabue y Transvaal  (Sudáfrica).